# Kalnica (powiat leski)
Kalnica – wieś w Polsce położona w województwie podkarpackim, w powiecie leskim, w gminie Cisna. Leży przy drodze wojewódzkiej nr 897. Kalnica tzw. Górna położona jest ok. 600 m n.p.m., na wschodnim stoku góry Krzemienna, zaś przez dolną część wsi przepływa rzeka Wetlina będąca prawobrzeżnym dopływem Solinki.
Wieś prawa wołoskiego Kalenica w latach 1551–1600, położona w ziemi sanockiej województwa ruskiego. W latach 1975–1998 miejscowość należała administracyjnie do województwa krośnieńskiego.

## Historia
Około 1539 wieś była w posiadaniu Mikołaja Herburta Odnowskiego. Historycznie należała do parafii rzymskokatolickiej w Wołkowyi oraz greckokatolickiej w Smereku. Z Kalnicy pochodził Apolinary Staszewski (Julian Zachiewicz), uczestnik powstania styczniowego z 1864. W połowie XIX wieku właścicielami posiadłości tabularnej w Kalnicy Górnej ze Strubowiskiem byli Stanisława i Florian z Brześciańsich. W 1881 wieś liczyła 415 mieszkańców. We wsi znajdowała się drewniana cerkiew pw. Najświętszej Marii Panny. Pod koniec XIX w. wieś była własnością Adelajdy hr. Dawidów, częścią wsi była wówczas osada Strzebowiska.
W okresie międzywojennym w miejscowości w powiecie leskim województwa lwowskiego. Stacjonowała tutaj placówka Straży Granicznej I linii „Kalnica”. 13 lutego 1945 nacjonaliści ukraińscy z OUN-UPA zamordowali tutaj Żydówkę i polskie małżeństwo, które ją ukrywało. 21 marca w czasie walk UPA z Sowietami zginęło 9 mieszkańców wioski, Polaków i Ukraińców. Większość wsi spłonęła.
W drugiej połowie lat 40. XX w. ukraińscy mieszkańcy Kalnicy zostali przesiedleni do ZSRR. We wrześniu 1964 w Kalnicy otwarto stację Bieszczadzkiej Kolejki Leśnej, działającą nieprzerwanie aż do 1994.
Obecnie w Kalnicy znajdują się między innymi: wyciąg narciarski i schronisko PTSM w budynku zlikwidowanej szkoły podstawowej.

## Demografia
- 1921 – Kalnicę zamieszkiwało 217 osób (w 36 domach mieszkalnych):
  - 196 wyznania greckokatolickiego,
  - 15 wyznania mojżeszowego,
  - 6 wyznania rzymskokatolickiego,
- 1991 – 124 osoby,
- 2004 – 142 osoby.